# 馬克雷什岩
62°21′17″S 59°22′58″W / 62.35472°S 59.38278°W
馬克雷什岩是南極洲的岩島，屬於南設得蘭群島的一部分，長0.6公里、寬0.27公里，處於特雷克利亞諾島東北面1.8公里和斯米爾寧斯基角東北面2公里，現時由南極條約體系管理。

## 外部連結
- SCAR Composite Antarctic Gazetteer（页面存档备份，存于）.